# I'll Be Home for Christmas

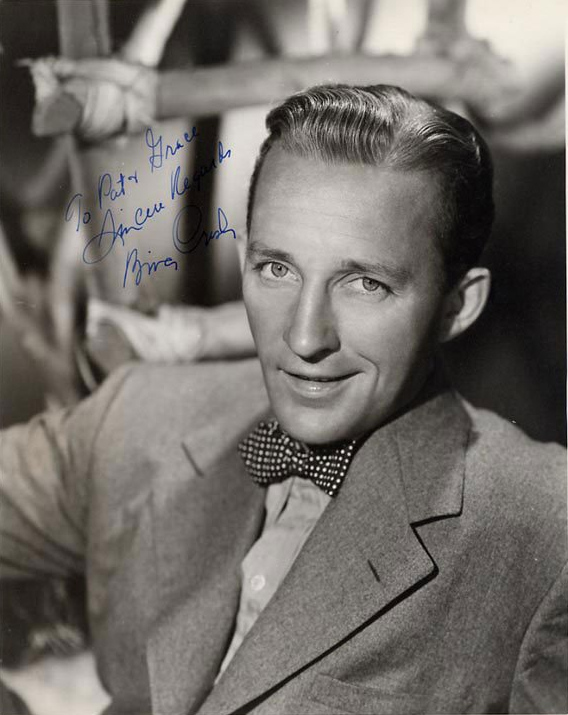
Bing Crosby v roce 1943.

„I'll Be Home for Christmas“ je vánoční píseň od textaře Kima Gannona a skladatele Waltera Kenta, kterou v roce 1943 nahrál Bing Crosby, jenž se s ní umístil v žebříčku deseti nejlepších hitů. Ačkoliv byla původně napsaná na počest vojáků v zámoří, kteří toužili být o Vánocích doma, stala se „I'll Be Home for Christmas“ od té doby vánoční klasikou.

## Námět
Píseň je zpívána z pohledu vojáka nasazeného v zámoří během druhé světové války, který píše dopis své rodině. V něm informuje, že přijede domů a chce, aby s ním počítali, rovněž si přeje sníh, jmelí a dárky pod stromkem. Píseň končí melancholickou melodií a voják zpívá: „Na Vánoce budu doma, i když jen v mých snech.“

## Vznik a autorská práva
Píseň napsali textař Kim Gannon a skladatel Walter Kent. Buck Ram, skladatel a pozdější producent a manažer The Platters, který tvrdil, že dříve napsal báseň a píseň se stejným názvem, byl po soudním sporu, jenž podal jeho vydavatel Mills Music, připočítán jako spoluautor. Původní vydání nahrávky Binga Crosbyho z roku 1943 pod Decca Records sice uvádí jako autory pouze Gannona a Kenta, ovšem v pozdějších výliscích bylo přidáno také Ramovo jméno.

## Verze Binga Crosbyho
Crosby natočil píseň společně s John Scott Trotter Orchestra 1. října 1943 pod názvem „I'll Be Home for Christmas (If Only in My Dreams)“. Ve stejném roce ji Decca Records vydala jako singl se 78 ot/min a znovu pak v roce 1946. V hudebním žebříčku píseň vydržela 11 týdnů s tím, že dosáhla na 3. místo. V následujícím roce poté dosáhla na 16. místo.
Americké ministerstvo války rovněž vydalo rozhlasovou verzi „I'll Be Home for Christmas“, která byla nahrána 7. prosince 1944 při Crosbyho vystoupení v pořadu Kraft Music Hall. Tato verze se objevila také na mnoha kompilacích.
Píseň uprostřed druhé světové války zasáhla srdce Američanů, a to jak vojáků, tak i civilistů, a získala Crosbymu pátou zlatou desku. „I'll Be Home for Christmas“ se stala nejžádanější skladbou na vánočních představeních USO. Armádní magazín Yank uvedl, že Crosby „udělal pro vojenskou morálku více než kdokoli jiný té doby“.
I přes popularitu písně u Američanů doma i na frontě BBC ve Spojeném království vysílání písně zakázalo, jelikož vedení společnosti mělo dojem, že by její text mohl snížit morálku mezi britskými jednotkami.

### Žebříčky
1943–2021
| Stát | Žebříček                           | Nejvyšší pozice |
| ---- | ---------------------------------- | --------------- |
| USA  | Billboard – Hot 100                | 50              |
| USA  | Billboard – Best Sellers in Stores | 3               |
| USA  | Billboard – Hot 100 Recurrents     | 13              |
| USA  | Billboard – Streaming Songs        | 30              |
| USA  | Billboard – Holiday 100            | 28              |
| USA  | Rolling Stone – Top 100            | 23              |

## Coververze
První coververzi „I'll Be Home for Christmas“ nahrál v roce 1946 Perry Como ve spolupráci s orchestrem Russe Caseho. V září 1957 vyšla coververze od Franka Sinatry a 15. října téhož roku také od Elvise Presleyho. Johnny Mathis přezpíval píseň pro své album Merry Christmas (1958), které se v letech 1963 a 1964 (do té doby se alba s vánoční tematikou nehodnotila) dostalo na 2. místo v hitparádě vánočních alb. 24. června 1964 nahrála kapela The Beach Boys vlastní verzi písně, která vyšla v říjnu stejného roku na jejich albu The Beach Boys' Christmas Album. V říjnu 1991 byla další coververze vydána na albu Johnnyho Cashe s názvem Country Christmas, na kterém s ním spolupracovala jeho žena June Carterová s rodinou. Vzhledem k tomu, že žebříček Billboardu Hot 100 odstartoval až v roce 1958, jsou coververze od Kelly Clarksonové a Joshe Grobana jediné, které se zde umístily.
V roce 1995 nazpíval Karel Gott českou verzi písně pod názvem „K Vánocům se vrátím“, která vyšla na jeho albu Zázrak vánoční. Autorem českého textu je Eduard Krečmar.

### Žebříčky
| Stát   | Žebříček                       | Nejvyšší pozice |
| ------ | ------------------------------ | --------------- |
| Finsko | Radiosoittolista               | 85              |
| USA    | Billboard – Hot 100            | 93              |
| USA    | Billboard – Adult Contemporary | 7               |
| USA    | Billboard – Holiday 100        | 16              |

| Stát        | Žebříček                       | Nejvyšší pozice |
| ----------- | ------------------------------ | --------------- |
| Maďarsko    | Stream Top 40                  | 40              |
| Nizozemsko  | Single Top 100                 | 76              |
| Portugalsko | AFP                            | 145             |
| USA         | Billboard – Holiday 100        | 44              |
| USA         | Billboard – Jazz Digital Songs | 9               |

| Stát | Žebříček                       | Nejvyšší pozice |
| ---- | ------------------------------ | --------------- |
| USA  | Billboard – Adult Contemporary | 14              |

| Stát | Žebříček                          | Nejvyšší pozice |
| ---- | --------------------------------- | --------------- |
| USA  | Billboard – Holiday Digital Songs | 8               |

| Stát | Žebříček                       | Nejvyšší pozice |
| ---- | ------------------------------ | --------------- |
| USA  | Billboard – Adult Contemporary | 28              |

| Stát   | Žebříček                       | Nejvyšší pozice |
| ------ | ------------------------------ | --------------- |
| Kanada | Billboard – Adult Contemporary | 45              |
| USA    | Billboard – Hot 100            | 95              |
| USA    | Billboard – Adult Contemporary | 1               |
| USA    | Billboard – Christian AC       | 44              |

| Stát | Žebříček                      | Nejvyšší pozice |
| ---- | ----------------------------- | --------------- |
| USA  | Billboard – Hot Country Songs | 68              |

| Stát | Žebříček                      | Nejvyšší pozice |
| ---- | ----------------------------- | --------------- |
| USA  | Billboard – Hot Country Songs | 34              |

| Stát | Žebříček                      | Nejvyšší pozice |
| ---- | ----------------------------- | --------------- |
| USA  | Billboard – Hot Country Songs | 46              |

| Stát | Žebříček                      | Nejvyšší pozice |
| ---- | ----------------------------- | --------------- |
| USA  | Billboard – Hot Country Songs | 54              |